# Juan Felipe Santa Cardona
Juan Felipe Santa (La Ceja, Antioquia, Colombia; 25 de febrero de 1995) es un futbolista colombiano. Juega de Mediocampista y su equipo actual es el Independiente Medellín de la Categoría Primera A colombiana.

## Clubes
| Club                   | País     | Año  |
| ---------------------- | -------- | ---- |
| Independiente Medellín | Colombia | 2016 |

## Palmarés

### Campeonatos nacionales
| Título          | Club                   | País     | Año  |
| --------------- | ---------------------- | -------- | ---- |
| Torneo Apertura | Independiente Medellín | Colombia | 2016 |